# شخص غير مرحب به

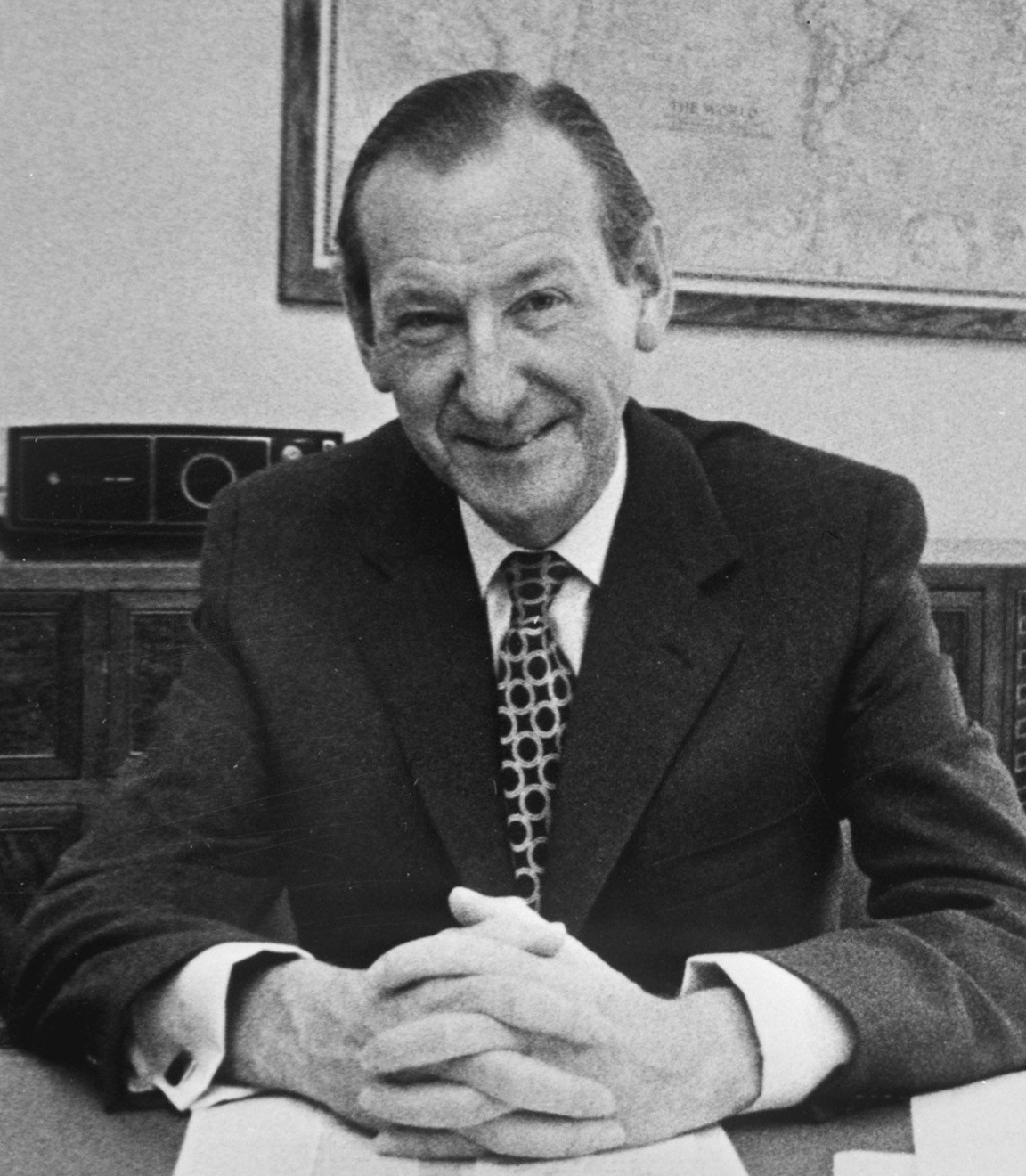

في الدبلوماسية، يشير المصطلح بيرسونا نون غراتا (باللغة اللاتينية، والجمع: personae non gratae)، والذي يعني حرفيًا «شخصًا غير مرحب به» أو «شخصًا غير مرغوب فيه»، إلى شخص أجنبي محظور دخوله أو بقاؤه في بلد معين من قبل حكومة ذلك البلد. وهذا يعد أكثر أشكال الاستهجان خطورة التي يمكن أن تطبقها إحدى البلدان على الدبلوماسيين الأجانب، الذين يتمتعون من ناحية أخرى بـحصانة دبلوماسية من الاعتقال وأنواع أخرى عادية من الملاحقة القضائية. وقد يطبق هذا النوع من اللجوء على أحد أفراد المجتمعات التي تشهد نزاعات داخلية بغض النظر عن تمثيله الدبلوماسي.

## الدبلوماسية
بموجب المادة 9 من اتفاقية فيينا للعلاقات الدبلوماسية، يجوز للدولة المستقبلة «في أي وقت ودون الحاجة إلى شرح قرارها» الإعلان عن أن أي عضو من الموظفين الدبلوماسيين هو شخص غير مرغوب فيه. ويعد ذلك الشخص شخصًا غير مقبول وجوده وعادة يتم ترحيله إلى وطنه الأم. وإذا لم يتم ترحيله، فقد ترفض الولاية المستقبلة «الاعتراف بالشخص المعني كأحد أعضاء البعثة الدبلوماسية».
في حين أن الحصانة الدبلوماسية تحمي موظفي البعثات من الملاحقة القضائية بتهم انتهاك القوانين الجنائية والمدنية، واعتمادًا على مكانتهم، بموجب المادتين 41 و42 من اتفاقية فيينا، فهم ملزمون باحترام القوانين واللوائح الوطنية. وقد يؤدي خرق هاتين المادتين إلى استخدام الإعلان عن أحد الموظفين أصبح شخصًا غير مرغوب فيه وذلك لمعاقبة الموظفين المخطئين. كما أنها تستخدم لطرد الدبلوماسيين المشتبه في قيامهم بالـتجسس (توصف بأنها «أنشطة تتعارض مع الوضع الدبلوماسي») أو أي فعل إجرامي علني مثل الاتجار بالمخدرات. وقد يكون هذا الإعلان أيضًا إشارة رمزية على الاستياء. وقد حدثت ما تسمى بتبادلات "واحدة بواحدة"، لا سيما خلال الحرب الباردة. وفي 2011، كانت عملية التبادل بين الولايات المتحدة والإكوادور من أحد الأحداث الملحوظة. وفي عام 2012، أعلنت كندا أن دبلوماسيين من إيران أصبحوا أشخاصًا غير مرغوب فيهم بعد أن أعلن وزير الخارجية جون بيرد أن حكومته تدرج إيران كدولة راعية للـإرهاب في إطار توفير العدالة لضحايا قانون الإرهاب.

## الاستخدام غير الدبلوماسي
عند الإشارة إلى شخص ما بأنه شخص غير مرغوب فيه، في الاستخدامات غير الدبلوماسية، هو القول بأنه منبوذ. وهذا الشخص يكون بجميع النوايا والمقاصد منبوذًا ثقافيًا، بحيث يكون غير موجود مجازيًا.
في دوائر الشرطة، غالبًا ما يطبق هذا المصطلح على أي ضابط يكسر قانون الصمت من خلال الإبلاغ عن ضابط زميل، مثل الشهادة ضد الضباط الذين كانوا فاسدين. ويعد فرانك سيربيكو أحد الأمثلة الحقيقية على ذلك، بينما تمثل شخصية بول نيومان في فورت أباتشي، برونكس، الذي أبلغ عن ضابط زميل له بعد أن شاهده يلقي رجلاً أعزل من على السطح خلال أعمال شغب، أحد الأمثلة الثقافية على ذلك.